# Yiqiao (köpinghuvudort i Kina, Zhejiang Sheng, lat 30,07, long 120,20)
Yiqiao är en köpinghuvudort i Kina. Den ligger i provinsen Zhejiang, i den östra delen av landet, omkring 20 kilometer söder om provinshuvudstaden Hangzhou. Antalet invånare är 50 164. Befolkningen består av 25 107 kvinnor och 25 057 män. Barn under 15 år utgör 13,0 %, vuxna 15-64 år 75 %, och äldre över 65 år 10,0 %.
Runt Yiqiao är det mycket tätbefolkat, med 1 463 invånare per kvadratkilometer. Närmaste större samhälle är Puyan, 10,9 km nordväst om Yiqiao. Trakten runt Yiqiao består till största delen av jordbruksmark.
Genomsnittlig årsnederbörd är 1 869 millimeter. Den regnigaste månaden är juni, med i genomsnitt 328 mm nederbörd, och den torraste är november, med 74 mm nederbörd.